# Любешин (Поморське воєводство)
Любешин (пол. Lubieszyn, нім. Groß Lipschin) — село в Польщі, у гміні Лінево Косьцерського повіту Поморського воєводства.
Населення — 339 осіб (2011).
У 1975-1998 роках село належало до Гданського воєводства.

## Демографія
Демографічна структура станом на 31 березня 2011 року:
|          | Загалом | Допрацездатний вік | Працездатний вік | Постпрацездатний вік |
| -------- | ------- | ------------------ | ---------------- | -------------------- |
| Чоловіки | 184     | 47                 | 124              | 13                   |
| Жінки    | 155     | 35                 | 89               | 31                   |
| Разом    | 339     | 82                 | 213              | 44                   |